# 행정중심복합도시
행정중심복합도시(行政中心複合都市)는 2004년 대한민국 행정수도 이전 계획이 폐기된 이후 충청남도 연기군 전 지역, 공주시 장기면과 의당면·반포면의 일부, 충청북도 청원군 부용면에 조성한 신도시이다. 정부세종청사에 중앙정부기관들이 입주했으며 그 후 혁신도시 사업에 의해 공공기관과 공공 연구소가 입주하였다.

## 역사
2012년 7월 1일에 세종특별자치시가 출범하면서 당초에는 행정중심복합도시 예정지역의 23개 법정동을 설치할 계획이었으나, 실제로는 14개 법정동으로 출범하고 나머지 9개동 지역은 연기면(세종리·누리리·한별리·산울리·해밀리), 연동면(합강리·다솜리·용호리), 금남면(집현리)에 남아 법정리로 출범하였다. 9개 지역이 동으로 시작하지 않은 이유는 세종특별자치시 출범 당시 이들 지역에 주로 원주민이 거주하고 있어서 동(洞)으로 전환될 경우 이에 따른 세금 부담 증가로 반발이 우려되었기 때문이다. 이들 지역은 2016년 이후 도시 조성 상황에 따라 동으로 전환된다.
2020년 7월 행정중심복합도시의 행정 구역은 세종특별자치시 고운동(1개 법정동 : 고운동), 나성동(2개 법정동 : 나성동, 세종동), 다정동(1개 법정동 : 다정동), 대평동(1개 법정동 대평동),  한솔동(1개 법정동 : 한솔동), 보람동(1개 법정동 : 보람동), 소담동(1개 법정동 : 소담동), 도담동(1개 법정동 : 도담동), 아름동(1개 법정동 : 아름동), 종촌동(1개 법정동 : 종촌동), 반곡동(4개 법정동 : 다솜동,용호동,집현동,합강동), 어진동 (1개 법정동 : 어진동), 새롬동 (1개 법정동 새롬동), 해밀동 (4개 법정동 : 누리동,산울동, 한별동 및 연기면(3개 법정리 : 세종리·누리리·한별리), 연동면(2개 법정리 : 용호리·다솜리)으로 이루어져 있다.

## 같이 보기
- 대한민국 행정중심복합도시건설청
- 세종특별자치시
- 정부세종청사

## 갤러리

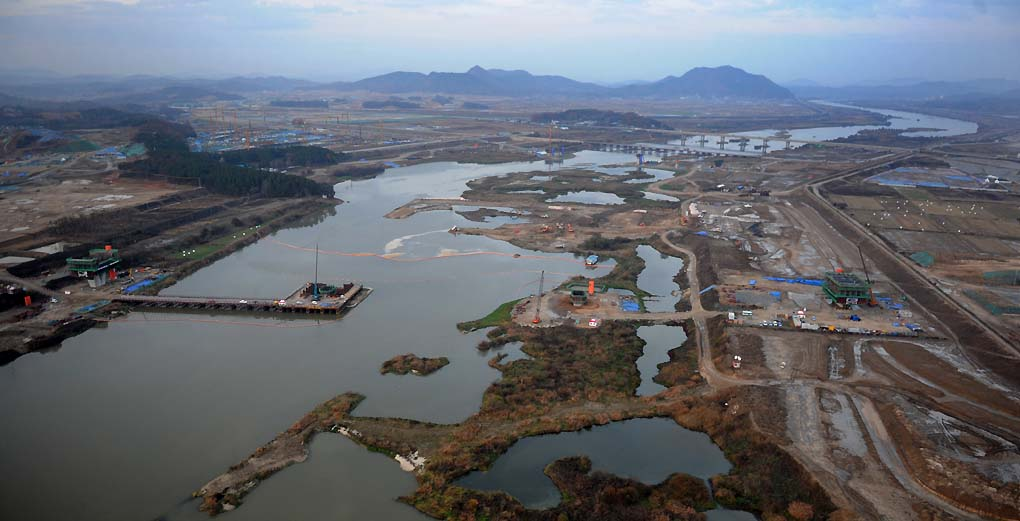
2009년 11월 20일(금남보 건설 현장)